# Frederick Steep
Frederick William Steep est un joueur de soccer canadien né le 20 décembre 1874 à Saint Catharines et mort le 14 septembre 1956 à Guelph.

## Biographie
Il a ensuite joué pour l'équipe St. Matthew's de Hamilton et les Gore Vales de Toronto : il remporte le championnat de l'Ontario en 1899 et 1902. Il mène Galt au championnat du Dominion en 1903.
Avec le Galt FC, il participe aux Jeux olympiques d'été de 1904, l'équipe remporte la médaille d'or lors du tournoi de football. Il joue tous les matchs et marque un but lors de la compétition contre le Christian Brothers College High School (en) qui représente alors les États-Unis lors d'une victoire 7-0.
Il joue également pour l'équipe Taylor-Forbes à Guelph ensuite.